# Maillot orange

Maillot orange

Le maillot orange est un maillot distinctif de couleur orange porté par le coureur occupant la première place d'un classement au cours de certaines compétitions par étapes de cyclisme sur route.

## Le maillot orange sur les grands tours
Le maillot n'a été attribué que sur un seul grand tour pour le leader de différents classements :
- Tour d'Espagne :
  - classement général (en 1935, 1936, 1942 et 1977)
  - classement de la montagne (de 2001 à 2003, puis en 2006)

## Le maillot orange sur les autres courses

### Pour le classement général
- Tour Down Under (depuis 2008)
- Route d'Occitanie

### Pour le classement par points
- Tour de l'Abitibi

### Pour le classement des points chauds (sprints intermédiaires)
- Tour cycliste international de la Guadeloupe